# Odón II de Vasconia

Francia al inicio del, cuando nació Eudes

Eudes de Poitiers, también Odo u Odón de Vasconia o de Aquitania, (ca. 1010 - 10 de marzo de 1039), fue un noble medieval francés, miembro de la Casa de Poitiers desde 1032 duque de Vasconia y brevemente, desde diciembre de 1038 a marzo de 1039, conde de Poitiers y  duque de Aquitania. 

## Biografía
Eudes fue el segundo hijo de Guillermo V el Grande y el mayor de su segunda esposa, Sancha de Vasconia (o Brisa/Prisca), a su vez hija de Guillermo II de Vasconia y hermana de Sancho VI de Vasconia.
La Crónica de Saint-Maixent y Adémar de Chabannes son las fuentes principales para su reinado. Antes de 1018, participó con sus padres y con su hermano Theobald (que murió más tarde siendo joven) en la suscripción de la donación hecha a la abadía de Saint-Cyprien. Su madre falleció en 1018 y su padre volvió a casarse, por tercera vez, con Inés de Borgoña  (995-1067, hija del conde Otón-Guillermo de Borgoña), que le dará tres nuevos hijos (hermanastros suyos): Pedro Guillermo, Guy Geoffrey e Inés de Poitou.
En 1032, tras la muerte de su tío, Sancho Guillermo, le sucedió en el título de duque de Vasconia, aunque tuvo problemas para tomar posesión del ducado en su totalidad, por la oposición de su primo Berengario de Vasconia, que aparece como conde de Vasconia hasta 1036, tanto en su propio nombre como regente de Eudes. En 1033, Eudes tomó posesión del condado de Burdeos, capital tradicional de los duques de Vasconia.
El 15 de diciembre de 1038, tras la muerte de su hermanastro mayor Guillermo el Gordo, se convirtió en heredero de los títulos de duque de Aquitania y conde de Poitiers. Se encontró al poco luchando contra su madrastra Inés y con sus otros hermanastros, en especial  Guillermo VII, con el fin de defender los títulos recién adquiridos. Eudes fue desde Vasconia al Gâtine (región fronteriza entre Anjou y Poitou), donde fue detenido en el castillo de Germond en manos de Guillermo de Parthenay († 1058), uno de los aliados de su madrastra.
Eudes murió el 10 de marzo de 1039 durante el asedio del castillo de Mauzé, en el curso de las luchas contra Godofredo II de Anjou, llamado Martel, en ese entonces marido de su madrastra Inés. Fue enterrado en la abadía de Saint-Pierre de Maillezais, al lado de su padre y su hermano.
No dejó descendencia, así que fue sucedido en los títulos de duque de Aquitania y conde de Poitiers por su hermansatro, Guillermo VII, mientras que en el título de duque de Vasconia y conde de Burdeos fue sucedido por su sobrino Bernardo II Tumapaler (hijo de su hermana Adelaida de Aquitania) .
| Predecesor: Sancho VI                                    | Duque de Vasconia 1032 –1039 | Sucesor: Bernardo II                                  |
| Predecesor: Guillermo VI de Aquitania (y IV de Poitiers) | Duque de Aquitania 1038–1039 | Sucesor: Guillermo VII de Aquitania (y V de Poitiers) |
| Predecesor: Guillermo IV de Poitiers (y VI de Aquitania) | Conde de Poitiers 1038–1039  | Sucesor: Guillermo V de Poitiers (y VII de Aquitania) |